# Centrarthra monochroma
Centrarthra monochroma là một loài bướm đêm trong họ Noctuidae.